# 埃利吉河
埃利吉河是俄羅斯的河流，屬於因迪吉爾卡河左支流，河道全長394公里，流域面積68,200平方公里。
埃利吉河在每年10月開始結冰，直至翌年5月下旬至6月上旬。